# Ruth (inslagkrater)
Ruth is een inslagkrater op de planeet Venus. Ruth werd in 1985 genoemd naar Ruth, een Hebreeuwse meisjesnaam.
De krater heeft een diameter van 18,5 kilometer en bevindt zich in het quadrangle Bereghinya Planitia (V-8).